# کاروانسرای شاه منصوری
کاروانسرای شاه منصوری مربوط به دوره قاجار است و در شهرضا، بازار شهرضا، مجاور تیمچه روباز واقع شده و این اثر در تاریخ ۲۳ شهریور ۱۳۸۲ با شمارهٔ ثبت ۱۰۲۴۲ به‌عنوان یکی از آثار ملی ایران به ثبت رسیده است.